# Ernest de Fréville
Charles-Ernest de Fréville de Lorme, né le 24 février 1811 à Rouen et mort le 18 novembre 1855 à Paris 7e, est un historien français.

## Biographie
D’une famille ancienne et noble de Normandie, Fréville a fait ses études au lycée Pierre-Corneille, et, après les avoir complétées à Paris, il a été reçu élève de l’École nationale des chartes en 1837, et archiviste-paléographe par brevet du 28 février 1839.
Envoyé, dès 1840, à Amiens, avec plusieurs autres collaborateurs d’Augustin Thierry, pour recueillir les matériaux destinés à entrer dans la collection des Documents relatifs à l’histoire du Tiers-État, il a été attaché, l’année suivante, sur la recommandation expresse d’Augustin Thierry, aux travaux historiques en cours à la Bibliothèque Impériale.
Comme collaborateur de Claude Fauriel, il a concouru à la publication du poème sur la Croisade contre les Albigeois. En 1841, il est désigné pour prendre part aux travaux préparatoires de la collection des Lettres missives de Henri IV. En 1842 et 1843, le Ministre des travaux publics l’a chargé des inscriptions sur pierre et sur verre de la basilique Saint-Denis, et nommé secrétaire de la Commission instituée pour présider aux travaux de restauration de ce monument.
En 1845, l’Académie de Rouen ayant mis la question « Tracer l’histoire du commerce maritime de Rouen depuis les temps les plus reculés jusqu’à la fin du XVIe siècle » au concours, Fréville, qui était déjà membre correspondant de cette Académie, a concouru et remporté le prix. Lorsqu’il est venu recevoir, en 1846, cette récompense, l’Académie a voté une partie des fonds nécessaires pour l’impression du mémoire couronné. Il n’a ensuite cessé de perfectionner ce mémoire sur le commerce.
En 1847, il a été élu un des deux premiers auxiliaires de l’Académie des inscriptions, et chargé, en cette qualité, de continuer, sous la direction d’Édouard Laboulaye, les Tables de Bréquigny, ou Table chronologique les pièces imprimées concernant l’histoire de France. Parallèlement à sa collaboration active aux travaux de l’Institut, il a publié les mémoires historiques dans la Bibliothèque de l'École des chartes, l’Annuaire de la Société l’histoire de France, le Bulletin des Comités historiques et les Mémoires de la Société des Antiquaires de France.
Une de ses premières études historiques expose l’origine, l’organisation et l’histoire des grandes Compagnies au XIVe siècle, ces bandes mercenaires pillards qui ont dévasté la France de l’époque en rapprochant les textes dispersés dans Villani, Froissart, les Grandes Chroniques de Saint-Denis, les manuscrits du Trésor des Chartes et de la Bibliothèque impériale, pour tracer leur itinéraire depuis les Pyrénées jusqu’en Champagne et en Gâtinais, et de là à Vire en Normandie.
À l’occasion de plusieurs collections des Documents inédits, il s’est occupé des écritures secrètes employées dans les correspondances diplomatiques du XVIe siècle, pour parvenir à déchiffrer des dépêches publiées dans le recueil des Lettres missives de Henri IV, et des Relations diplomatiques de la France avec le Levant , pour découvrir des pièces inédites de valeur au milieu des recherches officielles nécessitée par la préparation de ces recueils. Il a ainsi formé un recueil des lettres de Catherine de Navarre, sœur d’Henri IV. Ces documents, dont un choix a paru dans la Bibliothèque de l’École des Chartes, sont le complément naturel de la correspondance de Henri IV.
Ce genre de recherches a également produit la notice sur l’Inventaire des biens meubles de Gabrielle d’Estrées. Un manuscrit de la fin du XVIe siècle, rédigé avec la minutieuse et aride précision des inventaires, lui a fourni l’occasion d’une savante étude sur les usages, les vêtements et les meubles de cette époque. Des rapprochements érudits lui ont permis de décrire la toilette d’une grande dame de ce siècle dans tout l’éclat de son luxe : robes de toile d’argent, de velours vert broché d’or, splendides manteaux, tapisseries, dais, pierreries, dressoirs, meubles ou la perfection de l’art surpassait la richesse de la matière, le tout expliqué et commenté avec une science ingénieuse. Il s’est également penché sur la question de la censure au XVIe siècle, dans un article sur les mises à l’index de l’inquisiteur de Toulouse.

### L’Ambassade de Don Pedre de Tolède

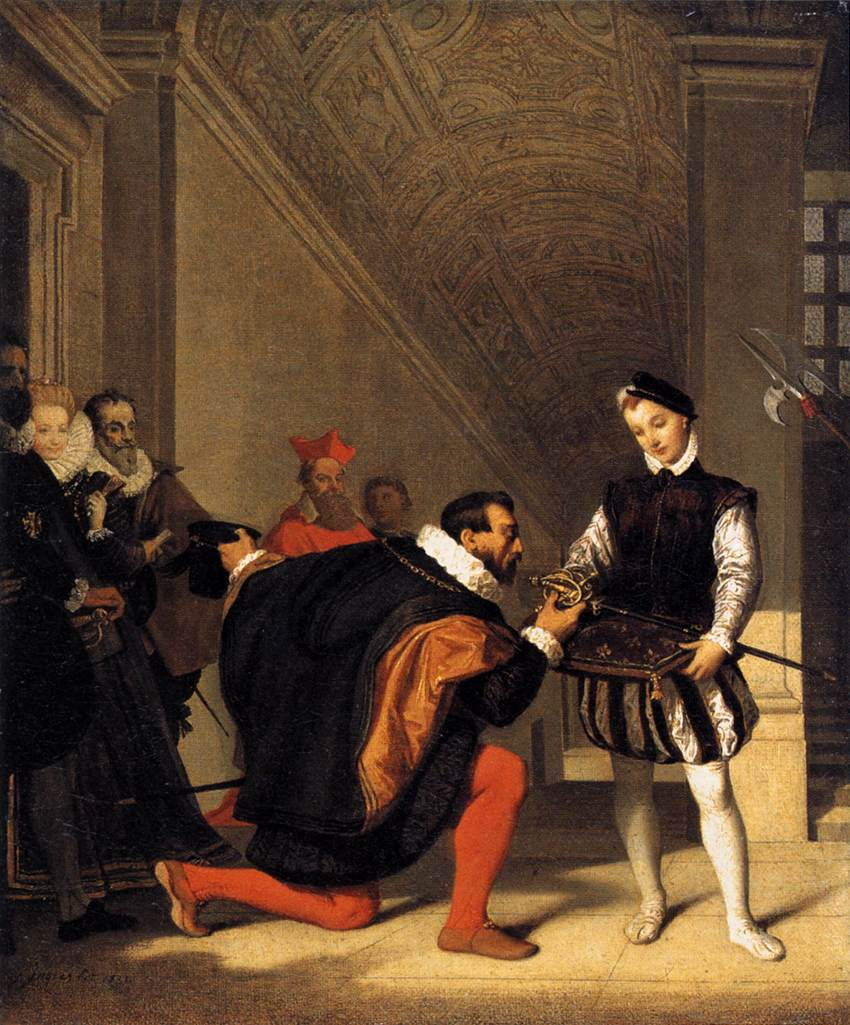
Don Pedro de Tolède baisant l’épée d'Henri IV par Ingres (1814).

D’une tout autre nature est la notice sur l’Ambassade de Don Pedre de Tolède, sur l’ambassade solennelle envoyée par Philippe II d’Espagne à Henri IV, vainqueur de la Ligue en 1608. Ce travail établit, documents à l’appui, l’existence d’un parti espagnol à la cour de France, et que le but de la mission de Don Pedro de Tolède était de raffermir cette faction, afin de détacher la France des Pays-Bas et l’entrainer dans la politique espagnole, mais Henri IV était trop perspicace pour ne pas déceler et déjouer les projets du roi d’Espagne. Fréville s’appuie sur des dépêches inédites qui montrent Henri IV éconduisant adroitement l’ambassadeur espagnol, tout en affectant, avec ses allures vives et familières, un zèle ardent pour les intérêts espagnols, dans une de ces comédies politiques qu’Henri IV excellait à jouer. Fréville prouve, en outre, le soutien de la population dont bénéficiait Henri IV, en citant un pamphlet inédit composé à l’occasion de l’ambassade de Don Pedro, où la morgue espagnole et les vaines prétentions de cet ambassadeur sont livrées au mépris et à la dérision, avec les formes bouffonnes et les libertés de langage courantes au XVIe siècle.
Moins susceptibles d’analyse, des travaux tels que le Tableau historique et chronologique des grands fiefs de la Couronne, et les Divisions financières de la France avant 1789, publiés dans l’Annuaire de la Société d’Histoire de France, contiennent de précieuses indications sur l’histoire nationale. Fréville a ajouté des notes à un document inédit publié dans le Bulletin du Comité historique, et de nombreux articles bibliographiques disséminés dans la Bibliothèque de l'École des chartes.

### Mémoire sur le commerce maritime de Rouen

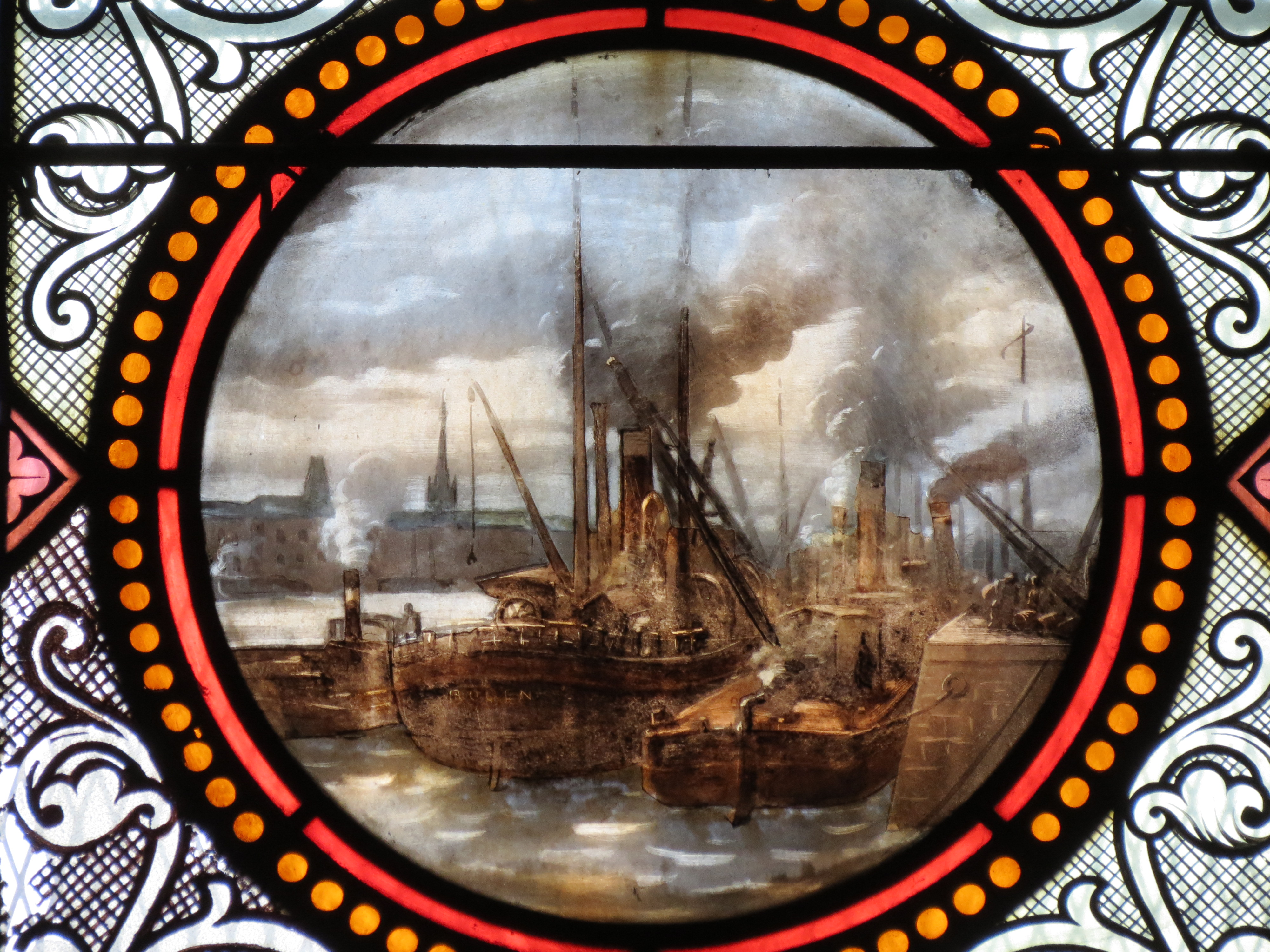
Port de Rouen sur un vitrail du Sacré-Cœur.

Son mémoire sur le commerce de Rouen était destiné à devenir son grand œuvre. Il en a publié quelques extraits dans la Revue de Rouen, la Bibliothèque de l’École des Chartes et les Mémoires de la Société des Antiquaires de France mais, exigeant et épris d’exactitude, il ne cessait de colliger de nouveaux documents. Il consacrait ses loisirs en de nombreux voyages à Rouen et de patientes recherches dans les divers dépôts d’archives de la Seine-Inférieure. Les manuscrits recueillis et classés par sa famille, qu’il a laissés, attestent du soin avec lequel il a dépouillé les documents imprimés et manuscrits susceptibles d’éclairer son sujet ; toutes ses assertions reposent sur des pièces authentiques.
Remontant aux temps les plus reculés, Fréville montre que la Seine a de tout temps été une voie de commerce importante et l’un des entrepôts les plus considérables du commerce de la Gaule. Dès l’époque de Dagobert, Rouen était un des ports principaux de l’empire des Francs : les marchands du Midi y apportaient l’huile, la garance et autres denrées. Le commerce normand était déjà très florissant à l’époque des Mérovingiens et des Carolingiens. Charles II le Chauve y a établi un atelier monétaire. Au Xe siècle, après l’avoir dévastée au siècle précédent, les Vikings lui donnent une impulsion et établissent de nouvelles relations avec les États scandinaves, la conquête des Deux-Siciles et celle de l’Angleterre. La période la plus brillante pour la Normandie et le commerce de Rouen au Moyen Âge est celle qui s’étend du XIe au XIIIe siècle. Même avant la conquête de ce royaume par Guillaume le Conquérant, Les Rouennais avaient leur port en Angleterre, et ils étaient les seuls à pouvoir commercer avec l’Irlande. Les textes réunis par Fréville montrent leurs relations avec l’Italie, la Flandre et la Syrie. Dès cette époque, la bourgeoisie de Rouen tente la conquête des libertés politiques. Vaincus une première fois, les Rouennais sont parvenus à organiser une commune vers le milieu du XIe siècle, ayant soin de stipuler des privilèges de commerce dans toutes les chartes qu’ils imposaient aux ducs de Normandie. Pendant le XIIe siècle, le commerce de Rouen n’a cessé de s’étendre. Alors capitale d'un duché au rang des plus puissants États du Moyen Âge, l’impôt sur le commerce maritime de Rouen rapportait, en 1180, 6 000 livres au duc de Normandie, tandis qu'à la fin du XIIIe siècle, la Normandie réduite au statut de province de la France, elle ne produisait plus au trésor royal que 1 600 livres. Ce mémoire révèle l’importance de l’influence réciproque de la liberté sur le commerce et du commerce sur la liberté.
L’importance du commerce maritime de Rouen disposait un tribunal spécial et des lois particulières, les Coutumes de la vicomté de l’eau et ses vicomtes de l’eau dont la juridiction s’étendait sur une partie du fleuve. La perte de son indépendance politique par la conquête de la Normandie par Philippe-Auguste, une lutte acharnée s’est engagée pour la navigation de la Seine entre Paris et Rouen qui s’efforçait de conserver des privilèges commerciaux. La longue rivalité la Compagnie française, voulait parcourir librement le fleuve jusqu’à son embouchure, et la Compagnie normande, qui combattait pour le maintien de son monopole sur la basse Seine a pris fin avec la suppression par la royauté des privilèges qui entravaient la navigation, après la menace faite par saint Louis à la commune de Rouen d’ouvrir un port franc à Couronne, si elle persistait à intercepter la navigation de la basse Seine.
Loin de ralentir Au milieu de ces luttes prolongées, leurs navigations lointaines, les Rouennais se sont unis, au XIVe siècle, aux Dieppois pour fonder des comptoirs sur les côtes d’Afrique, et peut-être même devancé les Espagnols dans la découverte de l’Amérique. Le commerce rouennais s’est associé activement aux progrès maritimes et au développement pris par la navigation à cette époque. En 1535, l’ambassadeur vénitien Giustiniano Participazio recensait plus de deux cents navires dans le port de Rouen. Vingt ans plus tard, l’énormité des impôts, les créations multipliées d’offices, s’ajoutant à l’anarchie où les guerres civiles du XVIe siècle avaient plongé le commerce, Rouen était tombé dans un état déplorable. Henri II a tenté, en 1556, de relever le commerce maritime rouennais, en lui octroyant une bourse, édifice spécial pour discuter ses intérêts commerciaux, ainsi qu’une juridiction consulaire, mais les doléances de la ville de Rouen en 1572 et des États de Normandie en 1586 attestent de l’impuissance de tous ces efforts.
La ville de Rouen, la chambre de commerce, le conseil général et la famille de Fréville se sont associées à la publication de cet ouvrage, sous la direction d’Adolphe Chéruel, qui l’a augmentée d’une Notice sur Ernest de Fréville.

### Autres projets

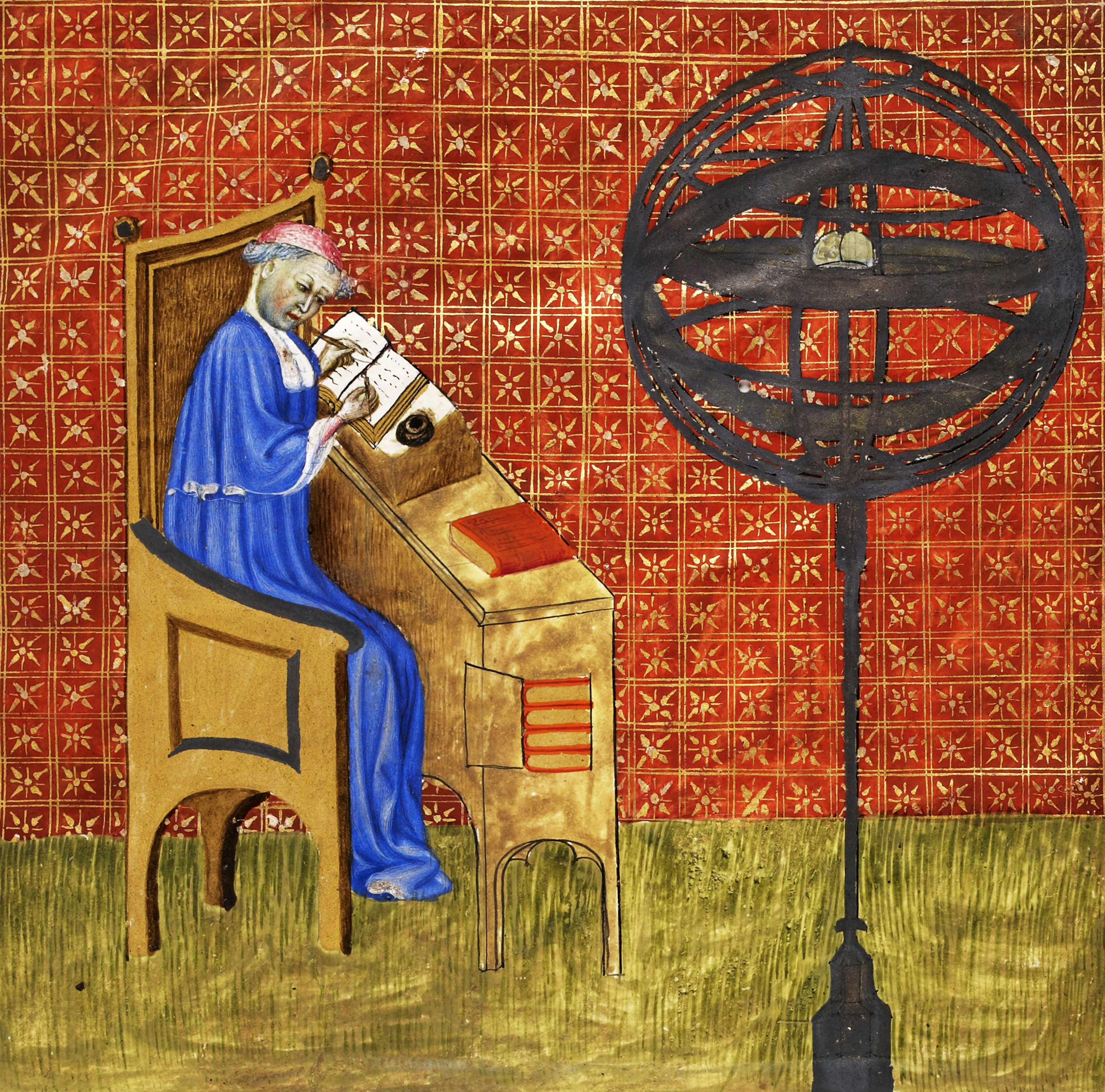
Traité de la sphère de Nicole Oresme.

Fréville avait rassemblé les matériaux pour un chapitre sur les pirateries, ainsi que sur la fondation du port de Leure à l’embouchure de la Seine auquel il n’a pu mettre la dernière main. Il avait recueilli des notes et tracé des plans sur une grande variété de sujets : arts et métiers au XVIe siècle ; les baleiniers normands du Xe au XIIIe siècle ; chapelle expiatoire construite en 1392 par Louis d’Orléans, et notes sur les artistes qui y ont travaillé ; poésies de Philippe de Beaumanoir ; maladreries, léproseries et hôpitaux ; abbaye et église de Saint-Denis ; abbaye de Lonchamps ; biographies de Gaspard de Coligny, de Marguerite de Valois, de Renée de France, de Jean de Gerson, de Valentine de Milan, du sieur de Carrouges, gouverneur de Rouen, de Sébastien Zamet, de l’amiral Jean de Vienne, de Georges d'Amboise, du jésuite Antonio Possevino, de Guillaume Postel ; captivité de François Ier et de ses fils ; captivité et poésies de Charles d’Orléans ; querelle de Boniface VIII et de Philippe le Bel ; histoire de la fuite du prince de Condé en Flandres, de sa révolte, etc. ; procès criminels ; fonctions des forestiers et état des forêts en Normandie au XIIIe siècle ; château et seigneurs de Blainville ; histoire de Corbeil ; commerce de Paris ; Coutume de Normandie ; assemblées provinciales de la Corse ; lettres de personnages célèbres; chroniques inédites; poésies et romans du Moyen Âge; un mémoire sur la géographie du Moyen Âge et le traité de la sphère de Nicole Oresme.
À peine âgé de trente-sept ans, il a commencé à ressentir les douleurs présageant sa fin future, et ses forces ont commencé à le trahir. Le jour de sa mort, on l’avait vu, le matin, au milieu de ses livres et, à midi, comme il priait, près de ses enfants et sa femme, à l’église des Blancs-Manteaux, sa paroisse, sa bouche s’est soudain contractée puis, peu après, son corps est tombé pour ne plus se relever, victime d’une rupture d’anévrisme. À son inhumation au cimetière du Père-Lachaise (division 51), son éloge a été prononcé par Amable Floquet et Auguste Vallet de Viriville.
Après avoir siégé à la commission des fonds de la Société de l'École des chartes, il en avait été élu vice-président en 1843.
Il avait épousé Sophie-Marie, la fille de Louis René Villermé, père de la médecine du travail.  Son petit-fils, Robert de Fréville (d)  (1882-1941), marchait sur ses traces lorsqu’il est tombé au champ d’honneur dès les premiers mois de la Première Guerre mondiale.

## Publications principales

### Articles
- « Jehan Morant, Adam, son fils, et Regnault Guédon, son gendre, fondeurs, à Paris. (1484-1485) », Archives de l'art français, [t. 5] Documents t. 3, Paris, J.-B. Dumoulin, p. [317]-326.
- « Lettres patentes de François 1er en faveur du Rosso : mai 1532 », Archives de l’art français, [t. 5] Documents t. 3, p. [113]-117 Paris, J.-B. Dumoulin, 1853-1855.
- « Renseignements nouveaux sur les trois Clouet », Archives de l’art français, t. 5, Documents t. 3, p. 97-104, Paris, J.-B. Dumoulin, 1853-1855.
- « Des grandes compagnies au quatorzième siècle : I. Leurs commencements. — Prise de Vire en 1368 », Bibliothèque de l’École des chartes, Paris, vol. 3,‎ 1842, p. 258-81 (DOI 10.3406/bec.1842.451653, lire en ligne, consulté le 25 septembre 2023).

### Ouvrages
- Ambassade de Dom Pèdre de Tolède en France, et satire sur l’entrée de ce seigneur à Fontainebleau, Paris, Firmin-Didot frères, 1845, 27 p..
- De la civilisation et du commerce de la Gaule septentrionale avant la conquête romaine, Paris, Charles Lahure, 1853, 63 p. (lire en ligne).
- De la police des livres au XVIe siècle : Livres et chansons mis à l’index par l’inquisiteur de la province ecclésiastique de Toulouse (1548-1549), Paris, Auguste Durand, 1853, 38 p. (lire en ligne).
- Études historiques : Documents relatifs à l’histoire de Rouen, Paris, P. Dupont, 1859, 8 p..
- Mémoire sur La cosmographie du moyen âge, le Traité de la sphère par Nicolas Oresme et les découvertes maritimes des Normands, Paris, P. Dupont, 1860, 27 p. (lire en ligne).
- Mémoire sur le commerce maritime de Rouen, depuis les temps les plus reculés jusqu’à la fin du XVIe siècle : avec une Notice sur Ernest de Fréville, par A. Chéruel, Rouen, Le Brument, 1857, 2 vol. (lire en ligne) tome 2 sur Gallica.
- Variétés archéologiques, au sujet d’une mascarade dont Dieppe fut le théâtre (1449-1451), Rouen, Alfred Péron, s. d., 11 p. (lire en ligne).

### Éditeur scientifique
- Jean Le Laboureur, Correspondance entre Jean Le Laboureur et Armande-Henriette de Lorraine d’Harcourt, relativement à l’histoire de l’abbaye de N.-D. de Soissons, 1674.